# Tatort: Salü Palu
Salü Palu ist der 201. Fernsehfilm der Krimireihe Tatort und der siebente vom Saarländischen Rundfunk produzierte Tatort. Die Erstausstrahlung fand am 24. Januar 1988 statt. Es ist der erste Fall mit Kommissar Max Palu als Ermittler. Palu hat es mit einem international operierenden Mädchenhändlerring zu tun.

## Handlung
Max Palu, Nachfolger von Kriminalhauptkommissar Schäfermann, holt den Jazz-Pianisten Jacques Domberg aus der Untersuchungshaft ab, aus der dieser überraschend entlassen wird. Domberg stand im Verdacht, mit Kokain gehandelt zu haben. Palu besorgt Domberg eine Wohnung, er will aber, dass Domberg ihn an eine Bande von Mädchenhändlern heranführt, die eine Reihe von Mädchen aus Saarbrücken betäubt und dann zur Prostitution gezwungen hat. Als Palu ihm erzählt, dass auch Dombergs Freundin Nina Farell ein Opfer der Bande wurde, nachdem Domberg im Gefängnis gelandet war, willigt Domberg in den Deal ein. Die beiden werden von dem Rotlicht-Gangster Harro beobachtet; als Domberg, alarmiert durch die von Palu überbrachten Neuigkeiten über seine Freundin, abends seine alte Stammkneipe aufsucht, folgt ihm Harro. Domberg befragt die Wirtin und ehemalige Musikerkollegin Alma. Diese weiß allerdings auch nichts über den Verbleib von Nina, verspricht aber, sich umzuhören. Harro behält Domberg im Auge und berichtet telefonisch seinem Chef. Anschließend geht Domberg in die Diskothek „Village“, auch dort erkundigt er sich unter alten Bekannten nach Nina. Er fragt den Eigner des „Village“, Mario Ross, nach Arbeit. Dieser stellt ihn als Klavierspieler und DJ ein, ermahnt ihn aber, sich auf diese Arbeit zu beschränken. Kurz darauf beobachtet Domberg, wie Harro und sein Komplize Pierre die 19-jährige Gaby Hamacher, die in Saarbrücken auf der Durchreise ist, mit K.-o.-Tropfen betäuben und aus dem „Village“ entführen. Domberg folgt den Gangstern, wird aber von Harro bedroht. Alarmiert von Domberg sucht Palu die Geschäftsführerin des „Village“, Anne Corelli, auf. Diese behauptet, die Gangster nicht zu kennen.
Am nächsten Morgen erfährt Palu, dass ein junges Mädchen tot aus der Saar geborgen wurde. Sie war bereits tot, als sie ins Wasser geworfen wurde, vermutlich ist sie an einer Überdosis Heroin gestorben. Da das BKA einen verdeckten Ermittler in den Mädchenhändlerring eingeschleust hat, erhalten Palu und seine Leute Anweisung, sich bei den Ermittlungen zurückzuhalten und nur auf Weisung aus Wiesbaden tätig zu werden, sehr zum Missfallen von Palu. Palu trifft später zufällig Anne Corelli wieder, er kommt mit ihr ins Gespräch und bemerkt dabei, er hoffe, sie sei noch nicht zu tief in den Machenschaften in ihrem Umfeld involviert. Als sie kurz darauf mit ihrem Chef Ross nach Luxemburg fährt, folgt Palu den beiden, Ross stellt Corelli seinem Geschäftspartner Deschamps vor, der große Immobilienpläne verfolgt. Anne stellt jedoch fest, dass dieser ein Edelbordell betreibt, bevor Deschamps sie wegschickt, um mit Ross alleine zu reden. Deschamps bemerkt Ross gegenüber, dass er Anne nicht vertraue. Anne trifft vor Deschamps Anwesen auf Palu, der sie mit zurück nach Saarbrücken nimmt und ihr mitteilt, dass er wegen seiner Ermittlungen bedroht wird. Während sich Palu und Anne abends näherkommen und die Nacht miteinander verbringen, beobachtet Domberg, wie Pierre und Harro einen luxemburgischen Krankenwagen organisiert haben. Machtlos beobachtet Domberg den Abtransport des Mädchens durch die Gangster.
Von seinem Duisburger Kollegen Thanner erfährt Palu von der vermissten Gaby Hamacher, die aus Duisburg stammt, Domberg bestätigt Palu gegenüber, dass es sich bei ihr um das von Pierre und Harro entführte Mädchen aus dem „Village“ handelt. Thanner klärt Palu darüber auf, dass Deschamps einen großen Mädchenhändlerring und weitere bandenmäßige Verbrechen in größerem Umfang betreibt. Palus Assistent Kraus recherchiert, dass Ross mehrere Restaurants und zwei Touristenschiffe besitzt, letztere aber trotz einer existenten Betreibergesellschaft nicht für touristische Fahrten anbietet. Derweil erhält Domberg von Alma einen Hinweis auf den Verbleib Ninas: Sie soll in einem Bordell gefangen gehalten werden. Palu geht auf eines von Rossis Touristenbooten; als er ein bewusstloses Mädchen dort entdeckt, wird er von Harro niedergeschlagen und zu Ross gebracht. Ross möchte mit Palu ins Geschäft kommen; als sich dieser als unbestechlich erweist, betäubt Harro Palu mit einer Spritze. Ross fährt mit Anne zu Deschamps’ Anwesen nach Luxemburg, dort hält er auch Palu gefangen. Als dieser Ross erzählt, dass er keine Chance habe, da das BKA einen seiner besten Männer in die Organisation eingeschleust habe, entwaffnet Pierre Anne, Deschamps hatte sie im Verdacht und Ross entsprechend gewarnt. Ross weiß mittlerweile, dass Anne in Wahrheit Johanna Korte heißt und unter falscher Identität nach Saarbrücken gekommen ist. Als Ross seine beiden Männer wegschickt und Palu und Johanna gegenüber erklärt, dass er den Tod der beiden als Unfall zu tarnen gedenkt, kommt Domberg hinzu. Obwohl Ross ihn wegschicken will, fängt Domberg an, ein Klavierstück zu spielen, das er seiner Freundin Nina häufig vorgespielt hatte. Nina, die in Deschamps’ Edelbordell gefangen gehalten wird, hört das Klavierspiel und kommt hinzu, Domberg fordert sie auf, mit ihm nach Hause zu gehen. Als Nina erklärt, sie sei von den Gangstern kaputt gemacht worden, zieht Domberg eine Waffe, Palu gelingt es gemeinsam mit Anne, Ross zu überwältigen und zu entwaffnen. Der Mädchenhändlerring wird ausgehoben.

## Einschaltquote und Produktion
Bei der Erstausstrahlung am 24. Januar 1988 wurde eine Zuschauerzahl von 16,40 Mio. erreicht, was einer Einschaltquote von 44 % entspricht. Die Episode wurde im März und April 1987 in Saarbrücken und Umgebung sowie in Luxemburg gedreht.

## Besonderheiten
In diesem Tatort wird noch einmal die Tradition der „Gastauftritte“ aus der Anfangszeit der Tatort-Reihe wieder aufgenommen, Eberhard Feik hat als Kommissar Thanner einige Szenen. Zudem ist die Saarbrücker Sängerin Sandra in einem Cameo-Auftritt als sie selbst zu sehen. Sie führt Stop for a Minute in der Diskothek Village auf.

## Kritik
Die Kritiker der Fernsehzeitschrift TV-Spielfilm beurteilen diesen Tatort positiv. Sie fanden, „Autor Huby und Regisseur Blumenberg schufen einen Cop, der die Geister schied“. Das Ergebnis sei ein „eigenwilliger Ermittler in stimmiger Athmo“.